# Sejm zwyczajny 1670
Sejm 1670 – sejm zwyczajny I Rzeczypospolitej został zwołany 27 i 30 czerwca 1670 roku do Warszawy. 
23 lipca 1670 roku wydano suplement do instrukcji. Sejmiki przedsejmowe w województwach odbyły się 29 lipca 1671 roku, a główne 19 sierpnia 1670 roku. 
Marszałkiem sejmu  obrano Stanisława Lubomirskiego, podstolego koronnego, starostę spiskiego. Obrady sejmu trwały od 9 września do 31 października 1670 roku.
Na sejmie stronnictwo królewskie zmusiło prymasa Mikołaja Prażmowskiego zwolennika francuskiego, do przeprosin króla. Innych zwolenników dworu francuskiego, w tym hetmana Jana Sobieskiego nie tknięto. Uchwalono ustawy dotyczące wolnej elekcji, senatorów rezydentów, paktów konwenta. 19 października dokonano koronacji Eleonorę Habsburżankę na królową.